# NEOMIR
NEOMIR, acronyme de NEO Mission in the InfraRed (en français : « mission objet géocroiseur dans l'infrarouge »), est un projet d'observatoire spatial dédié à la détection d'astéroïdes géocroiseurs que l'Agence spatiale européenne envisage de développer. L'objectif est de réaliser un inventaire de tous les objets géocroiseurs dont la taille est supérieure à 40 mètres et de fournir un préavis d'au minimum 3 semaines en cas d'impact potentiel. Selon les spécifications proposées courant 2024, l'observatoire serait un télescope de 50 centimètres de diamètre observant dans l'infrarouge (9 microns) et placé au point de Lagrange L1 du système Terre-Soleil. Si le projet est financé, il sera placé en orbite au plus tôt en 2030.

## Contexte

### Prise en compte de la menace des objets géocroiseurs

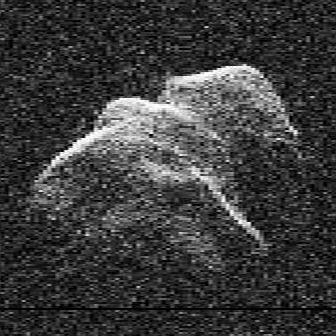
L'astéroïde géocroiseur (4179) Toutatis est considéré comme un objet potentiellement dangereux.

Le risque d'impact d'un objet géocroiseur (astéroïde ou comète) avec la Terre est une menace qui est prise en considération depuis les années 1990. Les États-Unis d'abord puis l'Union européenne et enfin la Chine ont mis en place des programmes de défense planétaire. Ceux-ci porte principalement sur le recensement des corps célestes d'une certaine taille susceptibles d'impacter la Terre. La NASA a également testé une méthode de déviation d'un objet géocroiseur par impact (mission DART).
Le recensement des objets géocroiseurs est effectué principalement à l'aide d'observatoires terrestres. Aux États-Unis, les principaux programmes de détection sont le Catalina Sky Survey et Pan-STARRS qui devraient être assistés à partir de 2025 par l'Observatoire Vera-C.-Rubin,. L'Agence spatiale européenne de son côté met en place le réseau de télescopes FlyEye dont le deuxième exemplaire est en cours de déploiement en 2024.

### Recours à des observatoires spatiaux dédiés
Le recensement des géocroiseurs par des observatoires terrestres est limité par plusieurs facteurs : 
- Les observations ne sont possibles que lorsque le ciel est dégagé ;
- Seule une portion du ciel est visible depuis l'observatoire ;
- Les géocroiseurs qui circulent près du plan de l'écliptique sont difficiles à détecter.
- Les observatoires terrestres ne peuvent effectuer leur observation qu'en lumière visible ou dans le proche infrarouge qui ne fournissent que la magnitude apparente et le déplacement. Les caractéristiques physiques et en particulier la taille ne peuvent être déterminées que de manière indirecte.

Si les deux premières contraintes peuvent être abolies en mettant en place un réseau d'observatoires terrestres déployés dans plusieurs régions du globe, il n'en est pas de même des deux autres. L'observation depuis la Terre ne permet pas de détecter les astéroïdes dont la trajectoire passe près du Soleil et la gravité de l'impact ne peut être estimée qu'en ayant recours à un radar ou en effectuant des observations dans le moyen infrarouge (et donc depuis l'espace). Un observatoire spatial placé au point de Lagrange L1 du système Terre-Soleil pourrait lever ces contraintes.

### La mission NEO Surveyor de la NASA
L'agence spatiale américaine, la NASA, a entamé le développement d'un observatoire spatial destiné à contourner ces limitations et qui doit entrer en service en 2027. Baptisée NEO Surveyor, cette mission est conçue pour détecter les géocroiseurs d'un diamètre supérieur à 140 mètres dès qu'ils circulent à moins d'une Unité astronomique du télescope. L'objectif est de détecter 90 % de ces astéroïdes durant les 5 années de la mission primaire. NEO Surveyor est optimisé pour identifier les géocroiseurs de grande taille avec un préavis généralement de 6 mois en cas de risque d'impact mais ne permet pas de détecter les petits géocroiseurs qui circulent sur une orbite proche du Soleil (faible élongation solaire) ou dont l'angle avec le plan de l'écliptique est élevé. 

## Le projet NEOMIR
En octobre 2021, l'Agence spatiale européenne réalise une étude préliminaire d'une mission spatiale destinée à prendre en charge les géocroiseurs non détectés par NEO Surveyor. La mission, baptisée NEOMIR acronyme de NEO Mission in the InfraRed (en français, mission objet géocroiseur dans l'infrarouge), présente deux caractéristiques qui la différencie de l'observatoire de la NASA :
- Le télescope sera capable d'observer à la fois plus près du Soleil et de couvrir toutes les orbites potentielles des géocroiseurs quel que soit leur angle avec le plan de l'écliptique.
- Le temps d'exposition et la cadence de revisite seront plus courts de manière à permettre de détecter tous les géocroiseurs, y compris ceux passant à faible distance de l'observatoire.

## Caractéristiques techniques
L'observatoire NEOMIR sera placé au point de Lagrange L1 du système Terre-Soleil. Il effectuera ses observations dans deux longueurs d'onde en moyen infrarouge : 9 microns pour détecter et caractériser les géocroiseurs et 5 microns pour pouvoir utiliser les étoiles pour établir leur position précise. La longueur d'onde 9 microns a été retenue parce qu'elle correspond au pic de visibilité d'un géocroiseur dans l'infrarouge thermique lorsque sa température de surface est 300 kelvin. Le télescope pourra observer jusqu'à 30° de la direction du Soleil (Neo Surveyor : 45°) et quel que soit l'angle avec l'écliptique. Compte tenu de l'ouverture de l'optique (50 centimètres) et de la résolution spatiale (3 secondes d'arc), le temps de pose sera de 60 secondes, ce qui permettra de détecter tout géocroiseur de plus de 20 mètres traversant le champ de vue du télescope à une vitesse relative minimale de 10 secondes d'arc par minute et à une distance de 0,1 Unité Astronomique, 3 à 4 semaines avant le survol de la Terre. Il est prévu que le télescope observe une zone annulaire autour du Soleil dont l'élongation est comprise entre 30 et 44° quatre fois toutes les 42 heures pour pouvoir effectuer au moins trois observations du géocroiseur,.

## Avancement du projet
Deux études par des industriels ont été lancés en 2023. Le financement de ces études a été approuvé lors de la réunion interministérielle de novembre 2022. Si le planning défini en 2024 est respecté, la mission pourrait devenir opérationnelle en 2030.